# Dean Monroe
Dean Monroe (7 de julio de 1976) es un actor pornográfico gay de nacionalidad británica reconocido por sus escenas de roles pasivo, de mayor edad en contraposición a su estatura, que le ha permitido explorar en la industria pornográfica como un actor pornográfico extravagante en escenas. Luego interrumpió su carrera pornográfica para dedicarse a otras áreas de actividad, incluida la producción musical. En sus propias palabras, lo hizo a petición de su compañero en ese momento. 

## Carrera
Dean Monroe es un actor inglés con antepasados griegos. Creció en Melbourne, Australia.  
Comenzó su carrera en la pornografía gay en el año 2000 . Él mismo declara que nunca se ha declarado en bancarrota.  En una entrevista con Beautiful Mag, dijo que su foto fue enviada por su entonces socio a una revista gay, y el comité editorial consideró que era una aplicación de filmación para The White Room.  La película fue estrenada en 2000 por Sports & Recreation. Dirigidos por Sean Spence y los socios de Dean estuvieron en la escena principal de Matthew Green y en la escena final Ben Duffy.  El nombre de Dean Monroe fue el director de su primera película, según la pareja de Hollywood Marilyn Monroe y James Dean.
Después de su primera experiencia, comenzó a colaborar con otros estudios y pronto ganó fama gracias a Falcon Studios. Entre las películas notables de su trabajo para grandes estudios, JC Adams clasifica a Bang Bang! (Mustang Studios, 2005), Heaven to Hell (Falcon, 2005), Riding Hard (Falcon, 2006).  La especialidad de la época es Black Ball 5: Star Fucker (All Worlds Video, 2006) dirigida por Chi Chi LaRue.
Luego interrumpió su carrera pornográfica para dedicarse a otras áreas de actividad, incluida la producción musical. En sus propias palabras, lo hizo a petición de su compañero en ese momento. [ Cock Shots (Studio 2000) y Rich Kid (Private Man) lanzados en 2007 estuvieron entre las últimas fotos antes de esta pausa.

## Otro efecto
En 2008, estaba trabajando en la grabación de un álbum musical llamado Venom, y luego en su blog estaba anunciando el primer sencillo "Drop Your Guns". Sin embargo, anunció a finales de noviembre, y en diciembre de ese año introdujo el primer sencillo llamado "Más cerca de ti".  Un año más tarde, en una entrevista de GaydarNation.com, dijo que aproximadamente se había vendido 5.000 copias de este sencillo que se en línea.  Los cineastas de Seeing Heaven (2010, dirigido por Ian Powell) también lo eligieron para la banda sonora de este thriller gay británico.  
En 2010, actuó en el West End London en el proyecto Naked Boys Singing , con canto con baile y desnudez masculina en el escenario. Su canción solista en toda la actuación fue "Perky Little Porn Star". 
En 2012 actuó en la reina del vídeo del dragón Willam Belli en un sencillo de baile llamado "Trouble" (dirigido por Chi Chi LaRue ).
En abril de 2012, se publicó el Libro fotográfico mundial de Dean Monroe: una colección de fotografías 1972-2012 .  Su nombre, entre otras cosas, se refiere al mismo blog personal, que Dean Monroe fundó en 2006 .
En 2013, se unió a una línea de estrellas porno, elegida por el diseñador Andrew Christian para exhibir su ropa interior.
También apareció en la película documental Sagat (2011, director Jérôme M. Oliveira y Pascal Roche) sobre su colega francés.
En la primavera de 2017, Falcon anunció su regreso a una nueva secuela de Heaven to Hell en 2004 cuando Dean Monroe asumió el papel de diablo en una película llamada Earthbound: Heaven to Hell 2 , anunciada para su lanzamiento en mayo de 2017.

## Premios
- Premios Grabby 2011 : Destacados en el Muro de la fama[10]
- Premios Grabby 2012: The Hottest Rhyming / Hottest Rimming con Kayden Hartem y Christian Ray en Below the Rim 2: Lick It Clean (Lanzamiento del canal 1, dirigido por Chi Chi LaRue )
- Premios Cybersocket Web 2013 : Mejor estrella porno / Mejor estrella porno[11]

En 2013, fue nominado para la actriz de los Premios Grabby, pero finalmente fue ganado por Trenton Ducati y Jimmy Durano .  También recibió la nominación en 2008 por actuar como Rich Kid (Private Man).
La nominación a los premios Web Best Cybersocket Web Awards se ganó en 2012, junto con otros 53 actores.
Tres veces apareció en la lista de los diez Best Sex of the Year, respectivamente. Mejor sexo para tres y más en los premios Hard Choice .